# Maria Armanda (fadista)
Maria Armanda Moreno da Silva (Lisboa, 4 de outubro de 1942) é uma fadista portuguesa.

## Biografia

### Primeiros anos
A sua carreira começou a ganhar projecção em 1967, ano em que participou na Grande Noite do Fado, da Casa da Imprensa, gravando no ano seguinte, o seu primeiro trabalho discográfico, o EP O Meu Soldadinho.

### Fado
Os seus primeiros êxitos foram "O Meu Soldadinho", de 1967, "Só Porque Desenhaste A Rosa Branca" e "Mulher De Qualquer Povo da Terra". 
Por esta altura participou em festivais, como o de Espinho e no Festival da Figueira da Foz, no ano de 1969, interpretando o tema da autoria de António José e Ferrer Trindade, "Sombras da Madrugada", acabando por arrecadar um terceiro lugar. 
O primeiro álbum surgiu em 1972, Maria Armanda. Este disco contém fados inéditos de vários compositores.
Em 1978 estreou-se no teatro, no palco do Teatro Laura Alves, em Lisboa, na peça "Meninos Vamos ao Vira" onde apresentou o tema "Bia da Mouraria". O tema foi cantado cerca de 8 vezes aquando da estreia,
Um dos seus maiores sucessos de sempre, "Mãe Solteira", incluído no segundo LP, Vai Um Fado Ou Um Fadinho?, lançado em 1982 pela editora Rádio Triunfo (mais tarde em CD pela Movieplay, na Série Ouro) e que continha várias composições de José Carlos Ary dos Santos.
O álbum "Pão Caseiro" foi editado em 1984 pela Valentim de Carvalho, contendo temas inéditos escritos por Ary dos Santos, que falecera no início desse ano. Todas as músicas do disco são da responsabilidade de Nuno Nazareth Fernandes.
A fadista marcou presença em espectáculos da Europália realizados na Bélgica, ao lado de Carlos do Carmo.
Em 1993 saiu o seu terceiro álbum, Simplesmente Maria Armanda, um disco editado pela Discossete. Em 1995 é editado, pela Editora Strauss, o seu quarto trabalho, Pedrito de Portugal, com a autoria do tema homónimo a pertencer a Mário Rainho e Fontes Rocha. Este álbum contém ainda versões de alguns fados já consagrados, como "Naufrágio", "O Que Sobrou Da Mouraria" e "Cidade".
Sendo "alfacinha, não poderia passar ao lado das Marchas Populares, chegando a participar com outras artistas (Ada de Castro, Alice Amaro, Anita Guerreiro, Carolina Tavares, Deolinda Rodrigues, Fernanda Batista, Fernanda Maria, Maria Amélia Canossa, Maria da Nazaré, Maria José Valério, Mariette Pessanha, Marina Rosa, Rosita, Teresinha) na compilação de 1999, da Discossete Grandes Marchas Populares.

### Entre Vozes
A partir do ano 2000, Maria Armanda faz parte do grupo Entre Vozes com outras fadistas (Alice Pires, Lenita Gentil e Teresa Tapadas,) que acabaria por editar 3 álbuns, todos com etiqueta da pela editora Vidisco.
Em 2001 o primeiro, Homenagem que, com alguns dos seus temas, presta homenagem a quatro grandes fadistas falecidos: Max, Tristão da Silva, Francisco José e Vasco Rafael.
Em 2002 o segundo, Homenagem II que, para além de fazer uma primeira incursão pelas Marchas Populares através de composições de Raúl Ferrão e Nóbrega e Sousa, desta vez presta homenagem a quatro grandes mulheres fadistas falecidas: Amália Rodrigues, Hermínia Silva, Helena Tavares e Lucília do Carmo
Por fim, ainda em 2003, sai um terceiro trabalho, Marchas Populares, que, para além dos autores do disco anterior, inclui também uma incursão pelos trabalhos de Dâmaso Queimado.  

### Quatro Cantos
Em 2004, Maria Armanda integrou novo grupo de 4 fadistas, denominado de Quatro Cantos, novamente com Teresa Tapadas mas agora com as vozes masculinas de António Pinto Basto e José da Câmara. Os temas interpretados por esta formação nasceram na sua maioria entre os anos 1920 e os finais dos anos 1960 do século passado, servindo de tributo, entre outros grandes nomes da música portuguesa, a Amália Rodrigues, Hermínia Silva, Tony de Matos, Carlos do Carmo, Fernando Farinha, Frei Hermano da Câmara, Max, Lucília do Carmo. O primeiro álbum saiu em 2004 e chamou-se 5 Décadas de Fado, também editado em DVD, seguindo-se Afinidades em 2005, e um DVD, Do Presente ao Passado no Fado, todos com etiqueta Vidisco. Em 2006 sai o DVD Do Presente ao Passado no Fado.
A cantora actuou regularmente em várias Casas de Fado como o "Senhor Vinho", no "Clube de Fado João da Praça" ou no Restaurante "Guitarras de Lisboa", em Alfama.
Em 2016 lança um novo disco, "O Fado de Maria Armanda", onde regrava o tema "Mãe Solteira" e inclui vários inéditos.

### Teatro de Revista
Já em 1978, estreou-se no teatro, no palco do Teatro Laura Alves, em Lisboa, tendo surgido, 15 dias depois da sua estreia, dois convites para actuar no Parque Mayer. 
Mês e meio depois, estava no Teatro Maria Vitória, como atracção na revista "Rei, Capitão, Soldado, Ladrão" que a partir de Março de 1980 muda de nome para "Mais Vale Sá Que Mal Acompanhado!" agora com números novos. O tema "Lisboa Das Barracas" foi lançado em single.
A revista "Ó Patêgo, Olha O Balão" é apresentada a partir de Novembro de 1980 no Teatro Vasco Santana e o número "Portuguesinho Valente" foi coreografado por Mariano Franco.
Atuou também na última revista de Ivone Silva com Camilo de Oliveira, "Cá Estão Eles!" em 1987 no Teatro Laura Alves.
Voltaria à "revista" em 2001, participando na peça "Tem a Palavra a Revista".

## Reconhecimento
Foi uma das 50 figuras do fado e da guitarra portuguesa homenageadas, em 2012, aquando da celebração do primeiro aniversário do fado enquanto Património Imaterial da Humanidade, tendo nessa altura recebido a Medalha Municipal de Mérito (Grau Ouro), da cidade de Lisboa. 

## Discografia
Entre a sua discografia encontram-se: 

### Álbuns de Estúdio
- 1971 - Maria Armanda (Riso e Ritmo)
- 1982 - Vai Um Fado Ou Um Fadinho? (LP, Rádio Triunfo)
- 1984 - Pão Caseiro (EMI-Valentim de Carvalho)
- 1993 - Simplesmente Maria Armanda (Discossete)
- 1995 - Pedrito de Portugal (Strauss)
- 2016 - O Fado de Maria Armanda (CNM)

### EP
- 1967 - O Folclore No Rio Douro / Recordando A Figueira
- 1968 - Meu Soldadinho
- 1971 - Só Porque Desenhaste A Rosa Branca  / Restos De Sonho (RR)- RR 5014
- Rosa Livre / Ai Este Mundo Fechado / Tio Zé E O Mar /  Senhor O Vento Mudou (Estúdio) - EEP 50328
- Rio Tejo De Lisboa / A Verdade É Como O Pão / Criança Negra / Esta Voz Que Canta Em Mim (Estúdio) - EEP 50331
- 1978 - Oh Ferreiro Bate O Malho / Gabriela Da Tristeza (Rossil)- ROSS 7005
- 1978 - A Mulher Do lenço Negro / Mesmo Ruim A Saudade (Rossil) - ROSS 7006
- 1979 - Bia da Mouraria / Rua de Muitas Cidades (Rossil) - ROSS 7024
- 1979 - Novo Fado Do Emigrante / Folhetim (Rossil) - ROSS 7040
- 1980 - Lisboa das Barracas / Nicola Velho Nicola (Vadeca) - VN 2010 ES
- 1980 - Portuguesinho Valente / É Madrugada (Vadeca) - VN 2016 ES
- 1983 - Mãe Solteira / Fado Mulher (Orfeu) - SINP 7
- 1983 - Pimentinha-Pimentão / A Saudade Não Se Parte (Orfeu) - TSAT 328

### Compilações
- Sucessos de Maria Armanda (RR)
- 1997  - O Melhor Dos Melhores: Maria Armanda (Movieplay)
- 2000 - Clássicos da Renascença (Movieplay)

### Com Entre Vozes
- 2001 - Homenagem (Vidisco)
- 2003 - Homenagem II (Vidisco)
- 2003 - Marchas Populares (Vidisco)

### Com Quatro Cantos
- 2004 - 5 Décadas de Fado (2CD+ DVD, Vidisco)
- 2005 - Afinidades (2CD, Vidisco)
- 2006 - Do Presente ao Passado no Fado (DVD, Vidisco)

### Algumas Participações
1991 O Melhor do Fado (Selecções do Reader's Digest)
1994 Fado capital (Ovação)
1996 Solta O Leão: Rap do Sporting (Movieplay) 1999 Grandes Marchas Populares (Discossete)

## Ligações Externas
- Arquivos RTP | Maria Armanda entrevistada por Maria João Gama, no programa Heranças D´Ouro (2008)